# 簗田成助
簗田 成助（やなだ しげすけ）は、室町時代後期から戦国時代にかけての武将。足利氏（古河公方）の家臣。

## 生涯
簗田持助の子として誕生。古河公方・足利成氏から偏諱を賜り、成助を名乗る。
成氏とその子・政氏の2代にわたって仕えた。康正元年（1455年）に成氏が鎌倉を追われると、父・持助と共に簗田氏の根拠地である下河辺荘に近い下総国古河に迎え入れる。長禄元年（1457年）に関宿城を築城して城主となる。
晩年は一度は弟・政助に家督を譲って隠居するが、主君・足利政氏が嫡男・高基と争った時に、政助の嫡男・高助が高基に組したとして政助から廃嫡を言い渡されると、折りしも嫡男を失ったばかりの成助は高助を自分の養子として家督を継がせる事を決めたために、親子兄弟入り乱れての確執となったという。
永正9年（1512年）、死去。